# 世界广播电视手册
世界广播电视手册（英语：World Radio TV Handbook，缩写：WRTH），是一份每年对BCL或SWL发行的杂志，1947年创刊。现在的出版方为德国Radio Data Center公司。除纸质版本外，WRTH还提供手机APP和电子书版本。

## 概况
该杂志于1947年开始出版，开始的名称叫做世界广播手册，在1965年又增加了电视部分，于是杂志便改为现在名称。
该杂志创办以来几经易手。2021年12月，总部位于英国的WRTH Publications宣布当月出版的WRTH 2022年版为该公司编辑的最后一版，并呼吁有能力的个人或者组织接手。
2022年9月，德国的无线电数据服务公司Radio Data Center宣布将接手WRTH的编辑出版工作，并于2023年2月出版了WRTH 2023。

## 内容
- 彩页部分：广告、设备评测、人物专访、发射台探访、使用说明、地图等。
- 世界各国各地区对内广播的频率、发射台、发射功率和联系方式。
- 国际广播电台（包含秘密电台）频率、播出时间、发射台、发射功率和联系方式。
- 按频率划分的各地电台频率。
- 各国地面电视频道信息。
- 索引、地区代码。
- 各国授时台频率、播出时间、发射台、发射功率和联系方式。
- 国际广播组织联系方式。
- 广播电台的频率、播出时间的变动（网络版追加下载内容）。